# John Fisher
Svatý John kardinál Fisher (asi 1469 Beverley, Yorkshire – 22. června 1535 Tower Hill) byl anglický katolický duchovní, biskup z Rochestru, na příkaz Jindřicha VIII. odsouzený k smrti a popravený za údajnou velezradu, které se měl dopustit tím, že odmítl uznat krále za hlavu anglické církve. Katolíci jej ctí jako svatého a mučedníka a slaví jeho svátek 22. června společně se svátkem sv. Thomase Mora, Fisherova přítele a bývalého lorda kancléře, který byl popraven krátce po něm ze stejného důvodu.